# Фергал О'Браєн
Фергал О'Браєн (англ. Fergal O'Brien; нар. 8 березня 1972 року)  —  ірландський професійний гравець у снукер. 
Грає в професійному турі з 1991 року. Із 1994 по 2022 рік він входив до топ-64 найкращих гравців світу, а в 2000 році він досяг найвищої позиції своєї позиції — 9-го місце в Мейнтурі. Фергал виграв один рейтинговий титул, 1999 British Open, та дійшов до двох інших великих фіналів — Мастерс 2001 року і Northern Ireland Trophey. За кар'єру зробив більше 200 сотенних серій, серед яких одна стала максимальною (147 очок).

## Віхи кар'єри
1999 рік. Виграє свій перший і єдиний рейтинговий титул на British Open у Плімуті. Виграє чотири з шести матчів у вирішальному фреймі, щоб потрапити у фінал, де перемагає Ентоні Хемілтона з рахунком 9:7.
2000 рік. Дійшов до чвертьфіналу Чемпіонату світу, перемігши Кріса Смолла та Стівена Лі в Крусиблі, а потім програвши Марку Вільямсу. Піднімається до найвищого в кар’єрі дев’ятого місця в рейтингу професіоналів.
2001 рік. Дійшов до фіналу Мастерс, перемігши Марка Вільямса, Кена Догерті та Дейва Гарольда. У фіналі з Полом Хантером веде з рахунком 7:3, але зрештою програє 9:10 після захоплюючого вирішального фрейму.
2007 рік. На турнірі Northern Ireland Trophey в Белфасті перемагає Джона Гіггінса, Баррі Гокінса, Марка Аллена та Ронні О’Саллівана, перш ніж програти в фіналі Стівену Магвайру 5:9.
2014 рік. Доходить до фіналу Gdynia Open у Польщі, програвши там Шону Мерфі 1:4.
2015 рік. Доходить до фіналу World Seniors Championship, де поступається Марку Вільямсу.
2016 рік. Перемагає Баррі Гокінса з рахунком 6:5 у 1/8 фіналу UK Championship, зробивши п’ять сенчурі – рекорд для матчів до 6 перемог. Робить свій перший офіційний максимальний брейк (147 очок) у Лізі чемпіонату.
2017 рік. Кваліфікується до фінального етапу Чемпіонату світу, вигравши найдовший фрейм в історії професійного снукеру. Вирішальний фрейм його матчу проти Девіда Гілберта тривав 123 хвилини і забезпечив йому перемогу з рахунком 10:9. Програв Марку Селбі в Крусиблі.
2022 рік. Вибув із туру після 31 року кар'єри професіонала, але одразу повернувся через Q-School, щоб отримати нову дворічну путівку до Мейнтуру.